# The Quiet Roar
The Quiet Roar är en svensk dramafilm i regi av Henrik Hellström och Fredrik Wenzel, med Evabritt Strandberg och Hanna Schygulla i huvudrollerna. Den handlar om en dödligt sjuk kvinna som på grund av sin ångest tar in på ett psykiatriskt behandlingshem, där hon blir behandlad genom att tas på en inre resa med hjälp av drogen psilocybin. Filmen var först tänkt att ha premiär hösten 2013, men premiärvisades i stället den 26 januari 2014 på Göteborgs filmfestival. Den hade biopremiär den 11 april 2014.

## Medverkande
- Evabritt Strandberg som Marianne
- Hanna Schygulla som Eva
- Joni Francéen som Marianne som ung
- Jörgen Svensson som Mariannes man

## Tillkomst
Filmen producerades av Erika Wasserman för Idyll. Den mottog 6,5 miljoner kronor i produktionsstöd från Svenska Filminstitutet. Filmen hade arbetstiteln Håligheter. Inspelningen skedde i Gulfregionen i Rogaland, Norge.